# لوتشيانو فالينتي
لوتشيانو فالينتي (هانغل: 루시아누 발렌치 지 지우스) هو لاعب كرة قدم برازيلي وكوري جنوبي في مركز الهجوم، ولد في 12 يونيو 1981 في ميناس جرايس في البرازيل. لعب مع نادي إنترناسيونال ونادي بارانا ونادي بوسان أي بارك ونادي شاهين بوشهر ونادي فولاد خوزستان ونادي موجي ميريم.

## وصلات خارجية
- لوتشيانو فالينتي على موقع دوري كوريا الجنوبية (الإنجليزية)